# Он упал на траву
«Он упал на траву» — частично автобиографическая повесть советского писателя Виктора Драгунского, посвящённая московским ополченцам, принимавшим участие в обороне Москвы осенью 1941 года. Впервые опубликована в журнале «Москва» (№ 12 за 1961 год), в 1963 году в издательстве «Советский писатель» вышла отдельной книгой с иллюстрациями Д. С. Громана. Затем неоднократно переиздавалась с небольшими цензурными купюрами.
В 2013 году к юбилею писателя повесть переиздана с восстановлением исходного текста издательством «Самокат», став первой книгой в военной серии «Как это было».

## Название
Название повести представляет собой строчку из песни «Там вдали, за рекой» в том варианте, который исполняют герои произведения: «Он упал на траву, возле ног у коня…» Фрагмент этой же версии песни приводится в одном из «Денискиных рассказов» писателя («Поют колёса — тра-та-та»):
А потом один парень снял пиджак и остался в майке; у него  были  белые  руки  и  круглые  мускулы,  прямо как шары. Он достал с третьей  полки гармошку, и заиграл, и спел грустную песню про комсомольца, как  он  упал  на траву, возле своего коня, у его ног, и закрыл свои карие очи, и красная кровь стекала на зелёную траву.

## Сюжет
События излагаются от лица Мити Королёва — 19-летнего (он упоминает, что он 1922 года рождения) москвича, который работает художником в театре. Из-за травмы ноги, полученной в детстве, Митя страдает хромотой. После начала Великой Отечественной войны в июне 1941 года он стремится попасть на фронт, однако в армию как негодного к строевой службе его не берут. Впрочем, в конце августа ему удаётся записаться в ополчение, чтобы рыть противотанковые рвы под Москвой. Вечером в последний день перед отъездом он ждёт у дома свою любовь, красавицу-актрису Валю, которая, как ему казалось, отвечает ему взаимностью. Тем не менее Валя по телефону отстранённо даёт понять, что не придёт. Митя в отчаянии, но проводить его предлагает соседка Лина, на которую он раньше даже не обращал внимания. Вскоре, однако, начинается авианалёт, Митя идёт на крышу, где он дежурит и следит за зажигательными бомбами. Бомба попадает в соседний дом, и после налёта Митя видит, что Лина убита. На следующий день в театре он получает под расписку ватник и сапоги и отправляется с другими ополченцами на поезде под Наро-Фоминск. Затем они пешком доходят до деревни Щеткино, где приступают к рытью рвов.
Вскоре у Мити появляются друзья среди ополченцев — Лёшка, Степан Михалыч, Тележка, Серёжа Любомиров, казах Байсеитов и другие. Всё их время с небольшим перерывом на сон занято копанием, радио и газет нет, поэтому о ситуации на фронте они ничего не знают. Работа продолжается до октября, когда начинаются заморозки и ополченцы перебираются жить к крестьянам ближайшей деревни. В деревне Митя знакомится с юной Дуней Табариновой, с которой сближается. Она спрашивает, не посватается ли он к ней, однако Митя всё ещё хранит верность Вале.
Работа над рвами закончена. Из газеты ополченцы узнают о приближении немцев и со дня на день ожидают прибытия войск Красной армии, которые займут на этом рубеже оборону. Тем не менее с неожиданной стороны появляются немецкие танки, обстреливающие деревню. Под огнём Митя и его друг Лёшка скрываются в лесу, а затем выходят на дорогу, ведущую в сторону Наро-Фоминска. Пулемётной очередью из пролетающего самолёта убивает Лёшку. Появляется Байсеитов, которому тоже удалось покинуть деревню. Они хоронят Лёшку. После многочасового пешего перехода изнурённые Митя и Байсеитов добираются до Наро-Фоминска, где видят спешный отход мирных жителей и направляющиеся на фронт советские войска.
Митя возвращается в Москву. Происходит его окончательный разрыв с Валей. Будучи негодным к армейской службе, Митя, как они и договаривались с Лёшкой, записывается в партизанский отряд.

## Отзывы
По мнению Юрия Нагибина, высоко ценившего прозу Драгунского, рисунок повести внешне «прост и незамысловат», это «бесхитростная история слабосильной ополченческой команды». Тем не менее при этом «нестроевики Драгунского отнюдь не тускнеют в блистательном соседстве сверхгероев батальных романов и повестей».
Дочь писателя, также писательница, Ксения Драгунская на вопрос о наиболее поразивших её сценах в произведениях отца ответила: «Самой трогательной, душераздирающей сценой нахожу финал повести „Он упал на траву“, когда Митя Королёв возвращается из ополчения в Москву, а в его комнате в коммуналке проводятся занятия медсестёр».

## Театральные постановки
В 2009 году спектакль по повести поставил народный театр-студия «Эксперимент» Тверского училища культуры имени Н. А. Львова.

## Аудиокнига
В 2013 году была выпущена аудиокнига по повести: текст читает Илья Ильин, режиссёр Б. В. Соколов.